# Telmatherina
Telmatherina is een geslacht van straalvinnige vissen uit de familie van de regenboogvissen (Telmatherinidae).

## Soorten
- Telmatherina abendanoni Weber, 1913
- Telmatherina albolabiosus Tantu & Nilawati, 2008
- Telmatherina antoniae Kottelat, 1991
- Telmatherina bonti Weber & de Beaufort, 1922
- Telmatherina celebensis Boulenger, 1897
- Telmatherina obscura Kottelat, 1991
- Telmatherina opudi Kottelat, 1991
- Telmatherina prognatha Kottelat, 1991
- Telmatherina sarasinorum Kottelat, 1991
- Telmatherina wahjui Kottelat, 1991